# Josep Pleyan de Porta
Josep Pleyan de Porta (Lleida, 13 de desembre del 1841 — 19 de juny del 1891) va ser un historiador, poeta, periodista i cronista de la ciutat de Lleida.

## Biografia
Josep Pleyan de Porta nasqué en una família d'origen pagès. Cursà l'ensenyament secundari i la carrera de magisteri a la ciutat de Lleida, i obtingué més tard el títol de Mestre Superior a Saragossa. Exercí de professor a l'Escola Normal de Mestres de Lleida essent aquesta la seva activitat professional, però les seves afeccions foren múltiples; la literatura, el periodisme, l'arqueologia, l'art i sobretot la història de Lleida l'absorbiren en gran manera.
Fundà el periòdic El Cronicón Ilerdense (1857) i col·laborà en la redacció d'altres com la Revista de Lérida, La Bandera Catalana, Lo Gai Saber, La Renaixença, ...
La publicació l'any 1873 del llibre Apuntes de Historia de Lérida fou un veritable esdeveniment per a la ciutat. Un any més tard publica Nociones de historia de Lérida, obra destinada a les escoles i per la qual obtingué medalla d'or de la Junta Provincial de Instrucción Pública. Fou també fundador de l'"Associació Catalanista de Lleida" i publicà importants guies. L'any 1877 s'edita la Guia-Cicerone de Lérida. La seva obra més coneguda és l'esmentada Apuntes de historia de Lérida. En col·laboració amb Frederic Renyé i Viladot Garlanda poètica ilerdanesa (1881) i el poema èpic La reconquesta de Lleida.
La seva obra no fou totalment editada, probablement a causa de la seva mort prematura. Fou cronista de la ciutat, designat per l'ajuntament de Lleida l'any 1879 i cronista de la província de Lleida, designat per la Diputació de Lleida el 1889, acadèmic corresponent de l'Acadèmia de Bones Lletres de Barcelona el 1880, i de la Reial Acadèmia de la Història, Madrid, 1884.
Pleyan de Porta morí als 50 anys, quan encara estava en la millor època per als seus treballs culturals.

## Llegat Josep Pleyan de Porta
El llegat Pleyan de Porta és un fons bibliogràfic i documental que va ser cedit al Servei d'Arxiu i Llegats de l'Institut d'Estudis Ilerdencs pel seu net Josep Alfons Tarragó i Pleyan. La donació es va realitzar en diversos lliuraments, dos dels quals estan expressament formalitzats, altres ho foren per testimonis indirectes i un darrer lliurament, fora del llegat, va ser efectuat després de la mort del donant.
El primer lliurament de què es té constància és del 29 de setembre de 1979, i fou constituït per 290 llibres de la biblioteca Pleyan i per un conjunt de 1.216 documents. Consta un segon lliurament del maig del 1980, integrat per una col·lecció de numismàtica. Dels altres lliuraments hi ha informació indirecta a través de l'informe de la Secretaria General de l'Institut d'Estudis Ilerdencs a la comissió de Cultura.
La col·lecció de documentació pública de Josep Pleyan de Porta no és un fons d'arxiu en el sentit estricte. És una col·lecció de documents extrets del seu lloc d'origen i del seu marc referencial, dels que es poden diferenciar tres grups de documents, de naturalesa diferent, sobre els que s'ha establert l'organització i classificació de tot el conjunt:
- Documentació personal i privada de l'historiador. Aplega per una banda la documentació familiar, partides de naixement, matrimonis, vendes i altres (des de 1620 fins a 1896); i per l'altra, tota la documentació que presenta la seva trajectòria intel·lectual i professional, com ara correspondència amb institucions, nomenaments, càrrecs...
- Producció escrita. Obra editada i manuscrita del cronista.
- Documentació pública. Formada per un bon nombre de documents pertanyents a l'administració provincial del segle passat. Es tracta de documentació de procedència municipal adreçada als òrgans de l'administració provincial.

### Quadre de classificació de la documentació del llegat
- Documentació privada
  - Documentació familiar
  - Documentació professional
- Obra
  - Obra manuscrita
  - Obra editada
- Documentació pública
  - Govern de la Província
  - Districte de Cervera
  - Districte de Talarn
  - Districte de Tremp